# امریکو آموریم
امریکو آموریم (به پرتغالی: Américo Amorim) (زاده ۲۱ ژوئیه ۱۹۳۴) کارآفرین، سرمایه‌دار و مدیر ارشد اجرایی پرتغالی بود که در حال حاضر به‌عنوان رئیس هیئت مدیره شرکت گالپ انرژیا فعالیت می‌کرد.
آموریم هم‌اکنون با دارایی خالص ۵٫۶ میلیارد دلار، به‌عنوان ثروتمندترین فرد پرتغال شناخته می‌شود. وی در ماه مارس ۲۰۱۴ در رتبه ۲۶۷ از فهرست ثروتمندترین افراد جهان قرار داشت. وی در ۱۳ جولای ۲۰۱۷ در سن ۸۲ سالگی درگذشت.